# Liga Provincial de Fútbol del Callao 1952
La undécima edición de la Primera División Provincial del Callao tuvo lugar en el año de 1952. En ella participaron los clubes chalacos que militaban en la  temporada 1951.

## Historia
En la edición de 1952, se restaura la Liga Provincial de Fútbol del Callao,  sus respectivas divisiones: primera, segunda y tercera división. 
No obstante, durante los años 1951 al 1953, la Federación Peruana de Fútbol decretó que no se produzcan descensos ni ascensos entre la Segunda División profesional y entre las ligas provinciales de Lima y del Callao. El objetivo fue hacer las reformas para separar el fútbol profesional del amateur.
En la presente edición participa los equipos chalacos de la temporada pasadaademás de Atlético Deportivo Olímpico, campeón de la Segunda División Provincial. 
Los equipos San Lorenzo de Almagro y Atlético Barrio Frigorífico fueron campeón y subcampeón respectivamente del certamen.

## Equipos participantes
- San Lorenzo de Almagro (Callao) - Campeón
- Atlético Barrio Frigorífico - Subcampeón
- Jorge Washington
- Deportivo Colonial
- Telmo Carbajo
- Sportivo Palermo
- Atlético Deportivo Olímpico
- Sportivo White Star
- Unión Estrella - desciende

## Ascenso Segunda Provincial
- Chim Pum Callao

## Nota
A partir del año 1954, los campeones de la Primera División Provincial del Callao, no ascendía directamente a la Segunda División profesional. Si no a través, de la Liguilla de Ascenso a Segunda División.